# Ramaz Zoidze
Ramaz Zoidze (gruz. რამაზ ზოიძე ;ur. 13 lutego 1996) – gruziński zapaśnik walczący w stylu klasycznym. Dwukrotny olimpijczyk. Zajął piąte miejsce w Tokio 2020 w wadze 67 kg i dwunaste w Paryżu 2024 w tej samej wadze. Brązowy medalista mistrzostw świata w 2021. 
Wicemistrz Europy w 2025; piąty w 2022. 
Mistrz Europy U-23 w 2017, 2018 i 2019; trzeci w 2016. Drugi na MŚ U-23 w 2018. Mistrz świata juniorów w 2015 i 2016 i Europy w 2016. Mistrz świata kadetów w 2011 i Europy w 2012 roku.